# 阪本和道
阪本 和道（さかもと かずみち）は日本の官僚。内閣府賞勲局長、大臣官房長を経て、内閣府審議官。

## 人物
香川県出身。香川県立丸亀高等学校を経て、1977年一橋大学法学部を卒業し、総理府入省。
2004年総務省大臣官房審議官就任。2005年戦後60年の節目を受け独立行政法人平和祈念事業特別基金の事業につき見直しを含めた検討をしていることを明らかにした。その後同基金は、2010年までに廃止されることが決定された。
内閣府政府広報室長として政府広報を担当したのち、2009年から内閣府賞勲局長。2010年の秋の叙勲では訴訟を抱えており事務当局内で慎重論もあった元公明党の矢野絢也の旭日大綬章受章が首相官邸の指示によりなされた。
2023年、瑞宝重光章受章。

## 略歴
- 香川県出身
- 1977年 一橋大学法学部卒業、総理府入省
- 1991年 国務大臣（総務庁）秘書官事務取扱
- 1994年 内閣府大臣官房参事官
- 1996年 内閣府賞勲局審査官
- 2000年 内閣府大臣官房参事官
- 2001年 内閣府賞勲局総務課長
- 2003年 総務省人事・恩給局総務課長
- 2004年 総務省大臣官房審議官（大臣官房調整部門担当）
- 2005年 総務省大臣官房政策評価審議官、電気通信事業紛争処理委員会事務局長
- 2006年 総務省人事・恩給局次長
- 2008年 内閣府大臣官房政府広報室長、内閣官房内閣広報室内閣審議官
- 2009年 内閣府賞勲局長
- 2012年 内閣府大臣官房長
- 2013年 内閣府審議官
- 2016年 株式会社博報堂顧問